# برايان أندرسون (متزلج لوحي)
برايان أندرسون (بالإنجليزية: Brian Anderson)‏ هو متزلج لوحي أمريكي، ولد في 12 يونيو 1976 في كونيتيكت في الولايات المتحدة.

## وصلات خارجية
- برايان أندرسون على موقع IMDb (الإنجليزية)